# Премия имени Ф. Ф. Буссе

Диплом лауреата Премии имени Ф. Ф. Буссе

Премия имени Фёдора Фёдоровича Бу́ссе присуждается Обществом изучения Амурского края (ОИАК) «За лучшее сочинение по изучению Дальнего Востока».

## Учреждение премии
Премия за лучшее сообщение об Амурском крае должна была выдаваться из процентов с капитала, завещанного самим Фёдором Фёдоровичем. По другим источникам, премия была учреждена по воле сестры скончавшегося 28 декабря 1896 года Ф. Ф. Буссе, Натальи Фёдоровны, которая, «сочувствуя полезной деятельности Общества изучения Амурского края», сообщила в ОИАК о своём решении передать 3000 рублей из оставшегося после брата наследства для организации специальной премии за лучшие «самостоятельные сочинения, изучающие Амурский край, в естественно-историческом отношении вообще, особенно же в отношении геологическом и местной археологии, а также в отношении быта и нужд населения».
Первоначальное положение о премии было утверждено министром внутренних дел Горемыкиным 11 марта 1899 года. Согласно положению она вручалась раз в три года и состояла из процентов за этот период. Размер премии составлял 300 рублей. Премия подлежала вручению русским исследователям, преимущественно проживающим в Приамурье и не получавшим пособий на исследования от иных обществ и учреждений.

## Награждения, история премии
Первое награждение состоялось только 28 декабря 1907 года, когда премия была присуждена А. М. Оссендовскому за работу «Ископаемые угли и другие углеродистые соединения русского Дальнего Востока с точки зрения их химического состава». В 1911 году премии был удостоен П. В. Виттенбург — за работу «Геологический очерк полуострова Муравьёва-Амурского». В период Гражданской войны фонд премии был полностью утрачен.
Постановлением ГО СССР от 18 ноября 1954 года премия была восстановлена с изменением порядка её присуждения. Третьим в истории и первым в советское время в 1956 году премию получил режиссёр Свердловской киностудии А. А. Литвинов (1898—1977) — за создание кинофильмов, содержащих ценные документальные материалы по этнографии народностей Дальнего Востока. За последующие пять лет премия была вручена ещё трижды: В. Г. Ларькину (1958), А. П. Окладникову (1959) и В. М. Вишневскому (1961).
Седьмое награждение состоялось уже в XXI веке — после того, как в 2000 году общее собрание ОИАК утвердило новое, третье по счёту положение о премии. По состоянию на начало 2014 года премии удостоены 9 человек. Из них в 2010 году единственный раз в истории премии она была присуждена посмертно — А. Р. Артемьеву за многолетние археологические исследования и труд «Города и остроги Забайкалья и Приамурья во второй половине XVII—XVIII вв.» (Владивосток, 1999).